# Scraper Site
Eine Scraper Site ist eine Website, die einen Großteil ihres Inhaltes von anderen Seiten kopiert hat. Ziel ist es in der Regel, automatisiert und mit geringem Aufwand eine Seite zu erstellen, die in den Ergebnislisten der Suchmaschinen gut platziert ist. Die Scraper Site verdient durch eingeblendete Werbung (z. B. Google AdSense) an den Besuchern.
Suchmaschinen wie Google oder Yahoo sind keine Scraper Sites, da die Textinhalte der fremden Webseiten erst als Ergebnis einer Suchanfrage angezeigt werden. Anders verhält es sich bei Suchmaschinen, die ihre Suchergebnisseiten indexierbar machen und diese innerhalb der Website verlinken. Suchmaschinen wie Google versuchen, solche Seiten aus Qualitätsgründen zu erkennen und aus ihrem Index auszuschließen.

## Quellangaben
1. ↑  Technorati: Scraper Sites Beware (Memento vom 19. April 2012 im Internet Archive)
2. ↑  Google Webmaster-Zentrale: Duplicate Content aufgrund von Scraper-Sites
3. ↑  Scraper Site: Definitionen & Erklärungen